# Lepyrodon australis
Lepyrodon australis là một loài Rêu trong họ Lepyrodontaceae. Loài này được Hampe ex Broth. mô tả khoa học đầu tiên năm 1906.